# 哈巴里謝
51°53′22″N 24°53′49″E / 51.88944°N 24.89694°E
哈巴里謝（烏克蘭語：Хабарище），是烏克蘭的村落，位於該國西部沃倫州，由科韋利區負責管轄，面積0.55平方公里，海拔高度148米，2001年人口97，人口密度每平方公里175.09人。